# 内海昇
内海 昇(うちうみ のぼる、1972年7月29日 - ）はテレビ番組・イベントのディレクター、プロデューサー。東京都江戸川区出身。日本大学法学部卒業。株式会社アース・シー・スカイ代表取締役社長。

## 経歴
幼少時代にジャッキー・チェンの主演映画、「プロジェクトA」を観て影響を受け映像の世界に興味を持ちはじめる。その後「ゴーストバスターズ」「バックトゥザフューチャー」などのSFX作品にも影響を受ける。
小学4年生からは映画専門雑誌「スクリーン」「ロードショー」を定期購読を開始。中学生時代にはレンタルビデオ店に通い、相当数の映画作品を鑑賞。
大学生時代には黒沢明、スティーヴン・スピルバーグ、スタンリー・キューブリック、チャールズ・チャップリン、アルフレッド・ヒッチコック、フランシス・フォード・コッポラ等の監督作品に傾倒し、その後のアフリカへの卒業旅行全般での衝撃的な体験をきっかけに演出家として生きるを決意。
大学卒業後はテレビ番組制作会社「オン・エアー」に在籍。当時日本テレビの新番組「特命リサーチ200X」の立ち上げにアシスタントディレクターとして関わる。4年後の26歳にディレクターとなった。
その後、フリーのディレクターとなりフジテレビで「トリビアの泉」「マジック革命!セロ!!」などを担当し、16年間に特番を含めて50以上の番組に携わる。また「そうだったのか!池上彰の学べるニュース」を担当し、数多くの賞を番組を通じて受ける。
2011年に発生した東日本大震災をきっかけに同年6月10日に株式会社アース・シー・スカイ」を設立。
プロデューサーとして「スタードラフト会議」「幸せ!ボンビーガール」を手掛け、dTVチャンネルでK-POPやアーティストの番組等を手掛ける。
2017年、両国に「EARTH SEA SKY STUDIO」を設立。演劇のリハーサル・練習、グリーンバック撮影用としてスタジオの貸出事業を行い、株式会社R&Kプロダクションとも提携。

## 人物
- 趣味は「仕事」「人と会うこと」
- 普段から人と人を繋ぐことを考え、両者にメリットなる事を考えている
- 何事もマネを嫌い、常に新しいことをしたいと考えている

## 担当テレビ番組

### 日本テレビ
- 特命リサーチ200X
- 高田・大竹・渡辺 おやじ3人旅
- NEWS ZERO
- スタードラフト会議
- 幸せ!ボンビーガール

### TBSテレビ
- 世界バリバリバリュー!!
- ワナゴナ
- 亀田興毅 世界戦前哨戦
- 四郎とピン子夫婦劇場
- なぜそこグルメ繁盛店!

### フジテレビ
- トリビアの泉 〜素晴らしきムダ知識〜
- 情報プレゼンター とくダネ!
- マジック革命!セロ!!
- ほんまでっかニュース
- 映画の達人2
- 頭脳警察 わかるテレビ
- たけしの日本教育白書
- 27時間テレビ みんな笑顔のひょうきん夢列島!!〜2008年明石家さんま総合司会〜
- 力スペ うそ 800
- マリーアントワネット〜女のウワサ〜
- コンビニでいいのに ドラマ 未来日記番宣番組
- 映画「ヘブンズ・ドア」メイキング
- 映画「ホッタラケの島 遥と魔法の鏡」メイキング
- 映画「ヴィヨンの妻 〜桜桃とタンポポ〜」〜太宰治に学べダメ男のモテ術
- 映画「LIAR GAME」リアルライアーゲーム
- 映画「真夏の方程式」特番
- 映画「BRAVE HEARTS 海猿」4夜連続大解剖!
- 土曜プレミアム「LIMIT OF LOVE 海猿」解説番組
- 土曜プレミアム「THE LAST MESSAGE 海猿」解説番組

### テレビ朝日
- 1984
- 草野仁の緊急検証 名医が警告!病気の危険な前兆
- 草野仁の緊急検証 巨大地震は必ず来る!いま迫る!関東直撃Xデー
- 快汗!所ファーム
- 人生を賢く生きるコツ勉強バラエティ 賢コツ!!
- 映画「怪談」メイキング番組
- 日曜洋画劇場「パイレーツ・オブ・カリビアン」4夜連続放送 解説番組
- 映画「ターミネーター4」メイキング

### テレビ東京
- 嬢王 ドラマメイキング
- セカンドハウス ドラマメイキング
- 下北GLORY DAYS ドラマメイキング
- 月曜エンターテインメント 芸能人の逆境SP
- ふるさとニッポンメニュー大賞

### その他
- ゴスペラッツ ライブ（BSフジ）
- よゐこライヴ 2009（BSフジ）
- ソウルパワーサミット ライブ（BSフジ）
- channel-a（TOKYO-MXなど全国 31 局）
- 苫米地 BRAIN
- チャン・グンソク来日記念SP(J:COM チャンネル)
- つながるセブン〈月〜金 19 時から生放送〉(J:COM チャンネル)
- 2011 年 仙台七夕花火祭生中継（J:COM チャンネル）
- 映画「THE LAST MESSAGE 海猿」日本初3Dメイキング（スカパースカチャン3D）
- 映画「真夏の方程式」大ヒットの謎（CS日本映画専門チャンネル
- 映画「ジョバンニの島」メイキング（CS日本映画専門チャンネル）- ディレクター[8]
- 映画「踊る大捜査線 FINAL」 インタビュー（CS 日本映画専門チャンネル）
- 映画「SP野望篇&革命篇」メイキング（CS 日本映画専門チャンネル）
- 俳優・織田裕二 「青島俊作」と共に歩んだ 13 年（CS 日本映画専門チャンネル）
- 踊る大捜査線は日本映画の何を変えたのか（CS 日本映画専門チャンネル）
- 2008年 アカデミー賞レッドカーペットライブ（CS ムービープラス）
- 2009年 カンヌ国際映画祭ライブ（CS ムービープラス）
- 2009年 アカデミー賞レッドカーペットライブ（CS ムービープラス）
- 密着60日!LaLa レボリューション～こうして番組は作られる～（CS 女性チャンネル LaLaTV）
- SEXY 市原隼人の新たな魅力大解剖 SP（CS 女性チャンネル LaLaTV）
- K MEN’S PRADISE（dTVチャンネル）
- KEVIN王子様（dTVチャンネル）
- 男前ソンモ＆KEVIN王子様（dTVチャンネル）
- シドSID（dTVチャンネル）
- キスマイどきどき〜ん（dTVチャンネル）
- VOIPARA（ニコニコ動画）
- VAMPARA（ニコニコ動画）
- ギンザワン（YouTube番組）
- 荒牧慶彦 ANTHER WORLD（dTVチャンネル）

## 企業映像
- コカ・コーラ・ロンドンオリンピック公式チャンネル
- アクエリアス・大林素子がオリンピック競技に挑戦！Let's Play
- アクエリアス「僕にはできる。」記者会見映像
- SANKYO「CR 機動戦士ガンダム」開発VTR イベント制作